# Многополосый арасари
Многополосый арасари (лат. Pteroglossus pluricinctus) — вид птиц рода арасари семейства тукановых. Подвидов не выделяют . Распространён в Южной Америке. Включён в Красный список угрожаемых видов МСОП со статусом LC (Виды, вызывающие наименьшие опасения).

## Описание
Многополосный арасари достигает длины 43—46 см и массы от 215 до 302 г. Мощный клюв длиной от 11 до 12,5 см; сходен по окраске у самцов и самок, но у самок короче. У основания клюва проходит оранжево-жёлтая линия. Надклювье оранжево-жёлтое с широкой чёрной полосой на верхней части и чёрным основанием. Подклювье чёрное. У взрослых самцов голова, горло и шея в основном чёрные, за исключением голой сине-зеленой кожи вокруг глаза и каштанового пятна за глазом. Спина тёмно-зелёная, надхвостье красное. Нижняя часть тела жёлтого цвета с двумя полосами; верхняя полоса чёрная, а нижняя — черновато-красная. Цвет оперения бёдер представляет собой смесь каштанового, зеленого и жёлтого. У взрослых самок каштановое пятно за глазом отсутствует, а чёрная полоса на груди обычно шире, чем у самцов. Молодые особи в целом более тусклые, чем взрослые. Клюв у них серый, коричневый, роговой и чёрный без жёлтой линии у основания. Бедра зелёные.

## Распространение и места обитания
Многополосный арасари распространён от северо-востока Колумбии и северо-западной и юго-восточной Венесуэлы на юг через восточный Эквадор до северо-востока Перу и на восток до северо-западной Бразилии к северу от реки Амазонки и на восток до штата Рорайма. Обитает в основном в тропических лесах и в меньшей степени в галерейных лесах. Встречается на высоте до 750 м над уровнем моря, но иногда до 1000 м.

## Биология
Многополосный арасари ведёт оседлый образ жизни. Добывает пищу поодиночке, парами или небольшими группами. В основном плодоядный вид, но в состав рациона входят также насекомые, мелкие птицы и птичьи яйца, ящерицы. Многополосный арасари играет важную роль в рассеивании семян плодов с дальностью рассеивания в сотни метров. Скорее всего, он срыгивает семена, а не выводит их из организма с экскрементами .